# Vũ Hoàng My
 (février 2022).
Si vous disposez d'ouvrages ou d'articles de référence ou si vous connaissez des sites web de qualité traitant du thème abordé ici, merci de compléter l'article en donnant les références utiles à sa vérifiabilité et en les liant à la section « Notes et références ».
Vũ Thị Hoàng My, née le 13 novembre 1988, dans la province de Đồng Nai, est reine de beauté, athlète, activiste humanitaire et cinéaste vietnamienne. Elle est la première Vietnamienne à avoir été choisie pour concourir aux 2 plus grands concours de beauté dans le monde[réf. souhaitée] : Miss Univers 2011 et Miss Monde 2012. Hoàng My est une icône d'un mode de vie sain pour les jeunes générations[réf. nécessaire], réussit en tant que modèle, hôtesse, conceptrice-rédactrice, et danseuse. Elle est devenue conseillère pour les concours de beauté, les projets sportifs, les ONG et les projets de films. En tant que cinéaste, elle réalise à la fois de la fiction et des documentaires. Elle parle couramment le vietnamien et l'anglais. Hoàng My a été l'un des 7 principaux juges de Miss Univers Vietnam 2017.

## Biographie

### Jeunesse
Hoàng My, qui se traduit en français par « Beauté d'or », est née dans une famille de directeurs d'école, d'enseignants, d'architectes et d'agriculteurs. Sa petite enfance s'est passée dans la province de Đồng Nai Province dans le sud-est du Vietnam, où les investissements étrangers dans les secteurs primaire et secondaire de l'économie a été importants depuis la politique économique du Đổi Mới à la fin des années 1980. Étudiante en secondaire, elle a siégé en tant que représentante de comités sociaux, et au conseil d'élèves à la haute école de Thống Nhất A. Elle a étudié le design multimédia à l'Université RMIT (2011), Saigon South Campus et obtenu un baccalauréat (BFA) en cinéma à la New York Film Academy.

### Concours de beauté
Pour sa première année de participation, Vũ Hoàng My est devenue la première dauphine de Miss Vietnam 2010, répondant à la question sur la Baie d'Halong.
L'année suivante, Vũ Hoàng My a été sélectionnée par Unicorp, détenteur de la franchise, pour représenter le Vietnam à Miss Univers 2011 à São Paulo, au Brésil, en août et septembre 2011. De l'avis de certains critiques, elle a été l'une des meilleures représentantes vietnamiennes à participer au circuit des concours de beauté internationaux.
Elle été recommandée par Elite Vietnam pour être la représentante officielle du Vietnam à Miss Monde 2012 à Ordos, en Mongolie Intérieure, en Chine. Hoàng My a toujours été dans le top 3 des Miss Médias et a reçu le plus grand soutien de ses fans (43,321 j'aime sur "Miss Monde au Vietnam"[pertinence contestée])
sur sa page Facebook pendant le mois de Miss Monde 2012.

### Travail humanitaire
Vũ Hoàng My se passionne pour l'amélioration de l'éducation des enfants au Vietnam. Elle est liée à divers organismes de bienfaisance, incluant :  
- Tiền Phong Fonds d'encouragement aux études[5]
- Soutien et implication à Nguyễn Thượng Hiền, fonds de bourses d'études pour les enfants défavorisés par le biais de l'école secondaire dans sa ville natale, province de Đồng Nai[6],[7]. (2010).
- Levée de fonds pour Quảng Bình pour les victimes des inondations en 2010[8].
- Ambassadrice de l'Opération Smile au Vietnam, qui aide les enfants atteints de fente labio-palatine au Vietnam (2011 - aujourd'hui)[réf. souhaitée]
- Fondatrice de Run for knowledge pour construire des bibliothèques pour enfants (2012 - aujourd'hui)[réf. souhaitée]
- Ambassadeur de la campagne Case For Girls de l'organisation OneVietnam - pour créer un réseau de Vietnamiens vivant dans le monde entier et expose les problèmes et les solutions auxquels la communauté vietnamienne est confrontée chez elle et à l'étranger[réf. non conforme][9]